# Liste des sigles de l'AAR débutant par T
Pour un article plus général, voir Sigle de l'AAR.

## T
- TACX - Transport Arts Corporation
- TAEA - Tangipahoa and Eastern
- TAG  - Tennessee, Alabama and Georgia Railway; Southern Railway; Norfolk Southern Railway
- TANX - Transitank Car Leasing Corporation
- TARX - Sandersville Leasing, Inc.
- TASD - Terminal Railway Alabama State Docks
- TATX - Tanco Transportation Corporation
- TBCX - The Boeing Company
- TBOX - TTX Corporation
- TC - Tennessee Central Railway
- TCAX - Transportation Corporation of America
- TCBR - Tecumseh Branch Connecting Railroad
- TCCX - TCCX Corporation
- TCDX - Tennessee Chemical Company
- TCG  - Tucson, Cornelia and Gila Bend Railroad
- TCGX - Tri-County Gas, Inc.
- TCIX - Trinity Chemical Leasing
- TCKR - Turtle Creek Industrial Railroad
- TCLX - Trinity Chemical Leasing
- TCMX - Transportation Company of America
- TCSX - Tank Car Services, Inc.
- TCT  - Texas City Terminal Railway
- TCWR - Twin Cities and Western Railroad
- TCX  - General American Transportation Corporation
- TECX - Texas Crushed Stone Company
- TEIX - Transportation Equipment, Inc.
- TELX - Penwalt Carriers Corporation; ELF Atochem North America, Inc.
- TEM  - Temiskaming and Northern Ontario
- TEMX - Temple-Eastex, Inc.
- TENN - Tennessee Railway
- TEXC - Texas Central Railroad
- TFM  - Grupo Transportación Ferroviaria Mexicana
- TGAX - Texasgulf, Inc.
- TGCX - PolyOne Company
- TGIX - Texasgulf, Inc.; PCS Phosphate Company
- TGOX - US Rail Services, Inc.
- TGPX - Tamak Transportation Corporation
- TGSX - Texasgulf, Inc.; Tg Soda Ash, Inc.
- THB  - Toronto, Hamilton and Buffalo Railway; Canadian Pacific Railway
- THRX - Transportation Company of America
- TILX - Trinity Industries Leasing
- TIMX - Trinity Industries Leasing
- TIPP - Tippecanoe Railway
- TIRL - Tonawanda Island Railroad
- TJRX - S. M. Brooks Company
- TKCX - Thiele Kaolin Company
- TKEN - Tennken Railroad
- TLCX - Pullman Leasing Company
- TLDX - Pullman Leasing Company; GE Capital Railcar Services
- TM   - Texas Mexican Railway
- TMAX - Tennessee River Pulp and Paper Company
- TMBL - Tacoma Municipal Belt Line Railway
- TMPX - Texas Municipal Power Agency
- TMRW - Tacoma Rail
- TMSS - Towanda-Monroeton Shippers Lifeline, Inc.
- TMT  - Trailer Marine Transportation Corporation
- TN   - Texas and Northern Railway
- TNCX - North American Car Corp.; General Electric Railcar Services Corp.; General Electric Rail Services Corp. (Lessee: Nestlé, Inc.)
- TNHR - Three Notch Railroad
- TNM  - Missouri Pacific Railroad
- TNMR - Texas-New Mexico Railroad; Austin and Northwestern Railroad
- TNO  - Texas and New Orleans Railroad; Southern Pacific Railroad; Union Pacific Railroad
- TNVR - Tennessee Valley Railroad Museum
- TOC  - Conrail
- TOE  - Texas, Oklahoma and Eastern Railroad
- TOV  - Tooele Valley Railway
- TP   - Texas and Pacific Railway; Missouri Pacific Railroad; Union Pacific Railroad
- TPBX - General American Transportation Corporation
- TPCX - The Purdy Company
- TPFX - GE Rail Services
- TPIX - Tropicana Products, PepsiCo